# Don en ligne
Le don en ligne, est un moyen de faire un don via Internet, typiquement par carte bancaire. Ce modèle est basé sur trois acteurs : l’association bénéficiaire du don, le donateur et une plateforme qui met en relation les deux acteurs précédents.  

## Avantages
Le don en ligne est une nouvelle forme de collecte de fonds pour les associations, moins cher que la collecte traditionnelle. Il permet également d’aller plus loin que la simple levée de fonds, et constitue un moyen de fédérer une communauté d'internautes. 

## Historique
Le don en ligne s’est développé avec la généralisation du paiement sur Internet, au début des années 2000 .  
- En 2008, les premières plateformes de don en ligne apparaissent avec la création de IZI collecte[1].
- En 2011, Greenpeace donne ses premières lettres de noblesse au don en ligne, en menant une opération de financement du Rainbow Warrior[2].
- En 2013, une nouvelle forme de don en ligne apparaît : l’arrondi en ligne, proposé par Action contre la Faim[3], puis Zegive[4]. Celui-ci permet à un internaute de faire un don en ligne quand il fait un achat sur internet, en plus de sa transaction, sans avoir à ressaisir les codes de carte bancaire.

## Plateformes
Il existe plusieurs plateformes permettant aux associations de collecter des dons en ligne. Les associations doivent faire leur propre comparaison pour comprendre quelle plateforme elles doivent utiliser en fonction de leurs besoins.
Les plateformes de don en ligne servent de catalyseur pour la mobilisation. Ils fournissent le système d’organisations nécessaire pour que la campagne de don en ligne soit virale, et simple à gérer pour l’association. 

## Controverses
Certaines plateformes, et notamment Paypal, prélèvent une commission importante sur les montants collectés. Cette pratique est interdite par le Comité de la Charte, qui fixe les règles déontologiques de la collecte en France. Par ailleurs, les plateformes de don en ligne peuvent être sujet à des attaques à la carte bleue car ils sont d’excellents sites pour tester des cartes bleues volées. C’est pourquoi la majorité des plateformes opèrent tous leurs paiements en 3D Secure.